# RTL (Хрватска)
RTL је хрватска телевизијска станица са седиштем у Загребу. Основана је 30. априла 2004. када јој је власник био RTL Group. Од 1. јуна 2022. у власништву је чешког предузећа PPF. Друга је комерцијална телевизијска станица по старости и гледаности у Хрватској, после Нове.

## Историја
Почела је са емитовањем програма 30. априла 2004. као друга хрватска комерцијална телевизија са националном концесијом, након Нове ТВ, и убрзо је постала врло популарна међу гледаоцима. Најпознатија је по свом ток-шоу Сања и ријалити-шоу програмима од којих је најпопуларнији био Велики брат. Програм RTL телевизије се првенствено састоји од различитих телевизијских серија и емисија, као и цртаних и играних филмова, и дневних вести. Преноси спортских догађаја су такође повремено део програма. Сигнал обухвата око 95% територије државе Хрватске.